# Wot (Gericht)

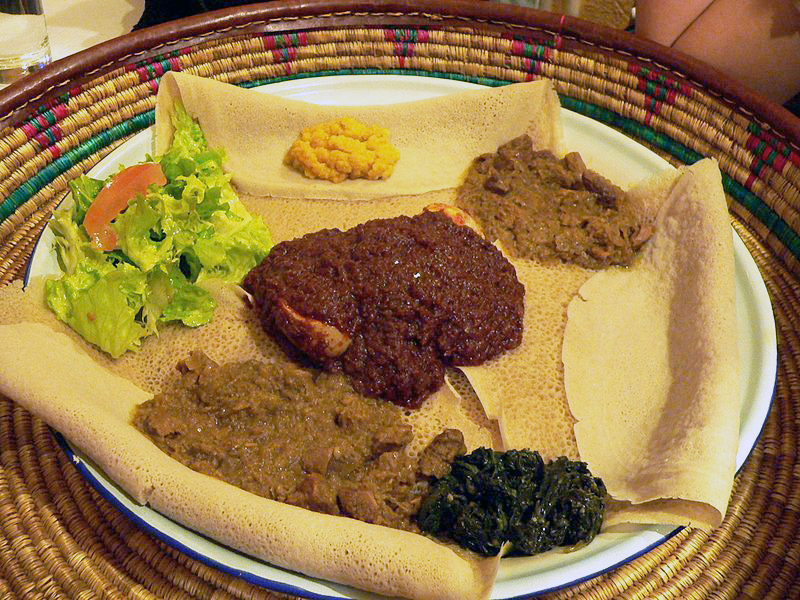
Verschiedene Sorten Wot mit Injera

Wot oder Wat (amharisch ወጥ wäṭ) ist der Sammelbegriff für diverse Saucen der äthiopischen Küche.
Es gibt sowohl fleischhaltige als auch vegetarische Wots. Die Grundlage der Saucen sind meist Hülsenfrüchte wie Linsen, Erbsen, Bohnen oder Kichererbsen. Wots mit Fleisch beinhalten meist Rind- oder Hühnchenfleisch, aber auch Ziegen-, Kamel- oder Lammfleisch werden verwendet. Da die äthiopisch-orthodoxe Kirche und der Islam, denen zusammen fast 80 Prozent der Bevölkerung Äthiopiens angehören, den Verzehr von Schweinefleisch untersagen, ist Schweinefleisch als Bestandteil von Wots unüblich.

## Verbreitete Arten von Wot
- Misir Wot (bestehend aus Öl, roten Linsen, Zwiebeln, Knoblauch, Kurkuma, Wasser und Salz)
- Shiro Wot (bestehend aus Öl, Kichererbsenmehl, Berbere, Zwiebeln, Knoblauch, Salz und Wasser)
- Doro Wot  (bestehend aus Hühnerfleisch, Karotten, Lauch, gekochten Eiern, Knoblauch und Berbere)
- Siga Wot  (bestehend aus Rindfleisch, Zwiebeln, Knoblauch, Ingwer, Berbere, Salz und Wasser)

Wot wird typischerweise auf Injera, einem luftigen Fladenbrot der äthiopischen Küche, serviert. Außerdem reicht man vegetarische Wots zu Fleisch und gebratenem oder gedünstetem Gemüse. Wots, bei denen reichlich Berbere verwendet wird, sind scharf. Manchmal sind in Restaurants Gerichte in zwei Schärfen erhältlich: kay = scharf und alicha = mild. Zum Essen wird gelegentlich äthiopischer Honigwein (Tej) serviert.